# Bucculatrix anthemidella
Bucculatrix anthemidella is een vlinder uit de familie ooglapmotten (Bucculatricidae). De wetenschappelijke naam is voor het eerst geldig gepubliceerd in 1972 door Deschka.
De soort komt voor in Europa.